# 兵庫県道721号川西インター線
兵庫県道721号川西インター線（ひょうごけんどう721ごう かわにしインターせん）は、兵庫県川西市を通る一般県道である。

## 概要
川西市石道から川西市東畦野1丁目に至る。
新名神高速道路 川西ICへのアクセス道路として計画された。2017年（平成29年）5月28日、川西市道矢問畦野線との交点から東畦野交点までの区間（660 m）が開通。同年11月11日に残りの区間も開通し、全線開通となった。新名神高速道路 川西ICは同年12月10日に開通した。

### 路線データ
- 起点：川西市石道（清和大橋西詰交差点、兵庫県道12号川西篠山線交点）
- 終点：川西市東畦野1丁目（東畦野交差点、国道173号交点）
- 総延長：3.3 km

## 歴史
- 2000年（平成12年）3月 - 路線認定。
- 2017年（平成29年）
  - 5月28日 - 川西市道矢問畦野線との交点から東畦野交点までの区間（660 m）が開通[1]。
  - 11月11日 - 川西ICへのアクセス道路が全線開通[2]。

## 地理

### 通過する自治体
- 兵庫県
  - 川西市

### 交差する道路
| 交差する道路           | 交差する場所 | 交差する場所                   |
| ---------------------- | ------------ | ------------------------------ |
| 兵庫県道12号川西篠山線 | 石道         | 清和大橋西詰交差点 / 起点      |
| E1A 新名神高速道路     | 石道         | 川西インター前交差点 14 川西IC |
| 国道173号              | 東畦野1丁目  | 東畦野交差点 / 終点            |

### 沿線
- 能勢電鉄妙見線 畦野駅